# Андерсонс, Альфред
Альфред Андерсонс (латыш. Alfrēds Andersons; 7 апреля 1879, Дунте, Лифляндская губерния, Российская империя — 1 февраля 1937, Рига, Латвийская Республика) — латышский преподаватель и государственный деятель. Глава города Рига с 1921 по 1928 год.

## Биография
Родился в 1879 году в лифляндском поместье Дунте.
С 1898 по 1907 год учился в Рижском реальном училище.
В 1904 году окончил инженерный факультет Рижского политехнического университета. После учёбы работал преподавателем физики и математики в средних школах. В 1912 году занимал пост директора торгово-коммерческой школы имени Вилиса Олавса. С началом Первой мировой войны Андерсонс встал во главе нескольких рижских предприятий, которые снабжали Русскую императорскую армию. После провозглашения Латвийской республики он вернулся в сферу образования и стал директором Рижской средней школы № 4. В 1920 году он был назначен главой отдела образования Рижской думы. В 1921 году Андерсонс занял должность главы города Риги. Был членом рижской масонской ложи «Янов огонь» (латыш. Jāņuguns).